# Cerkiew Narodzenia Najświętszej Marii Panny w Łosiu
Cerkiew Narodzenia Najświętszej Marii Panny w Łosiu – parafialna cerkiew greckokatolicka, wzniesiona w 1810 w Łosiu, w gminie Ropa.
Obiekt jest wpisany do rejestru zabytków nieruchomych województwa małopolskiego i włączony do małopolskiego Szlaku Architektury Drewnianej.

## Historia
Cerkiew wybudowana została w 1810 roku. W 1928 roku uległa przebudowie – do zakrystii dostawiono dwie przybudówki oraz poszerzono nawę. Po II wojnie świątynia służyła wyznaniu rzymskokatolickiemu, a w latach 90. XX w. powróciła do grekokatolików. Do niedawna odbywały się w niej również nabożeństwa rzymskokatolickie.

## Architektura
Cerkiew jest trójdzielna, składa się z prezbiterium, nawy oraz babińca nad którym nadbudowano wieżę. Wnętrze nakryte jest płaskimi stropami, zdobi je polichromia figuralna i ornamentalna wykonana w 1935 roku przez Mikołaja Galankę. W cerkwi znajduje się ikonostas z XVIII/XIX w z kompletem ikon z tego okresu.
Na sąsiadującym cmentarzu stoi drewniana kaplica będąca pierwotnie prezbiterium nieistniejącej cerkwi w Klimkówce z 1754 roku.

## Galeria zdjęć

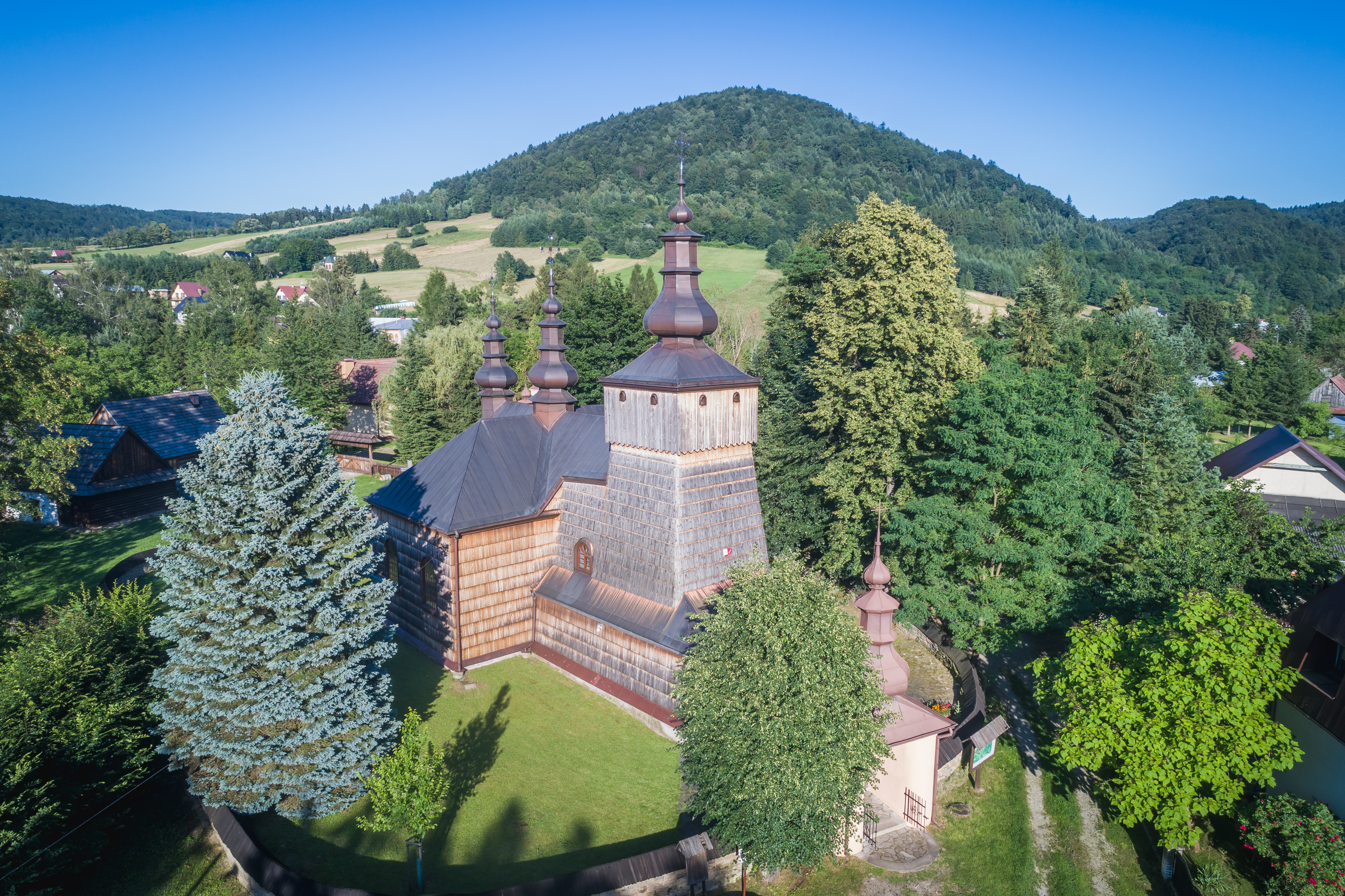
Widok z lotu drona
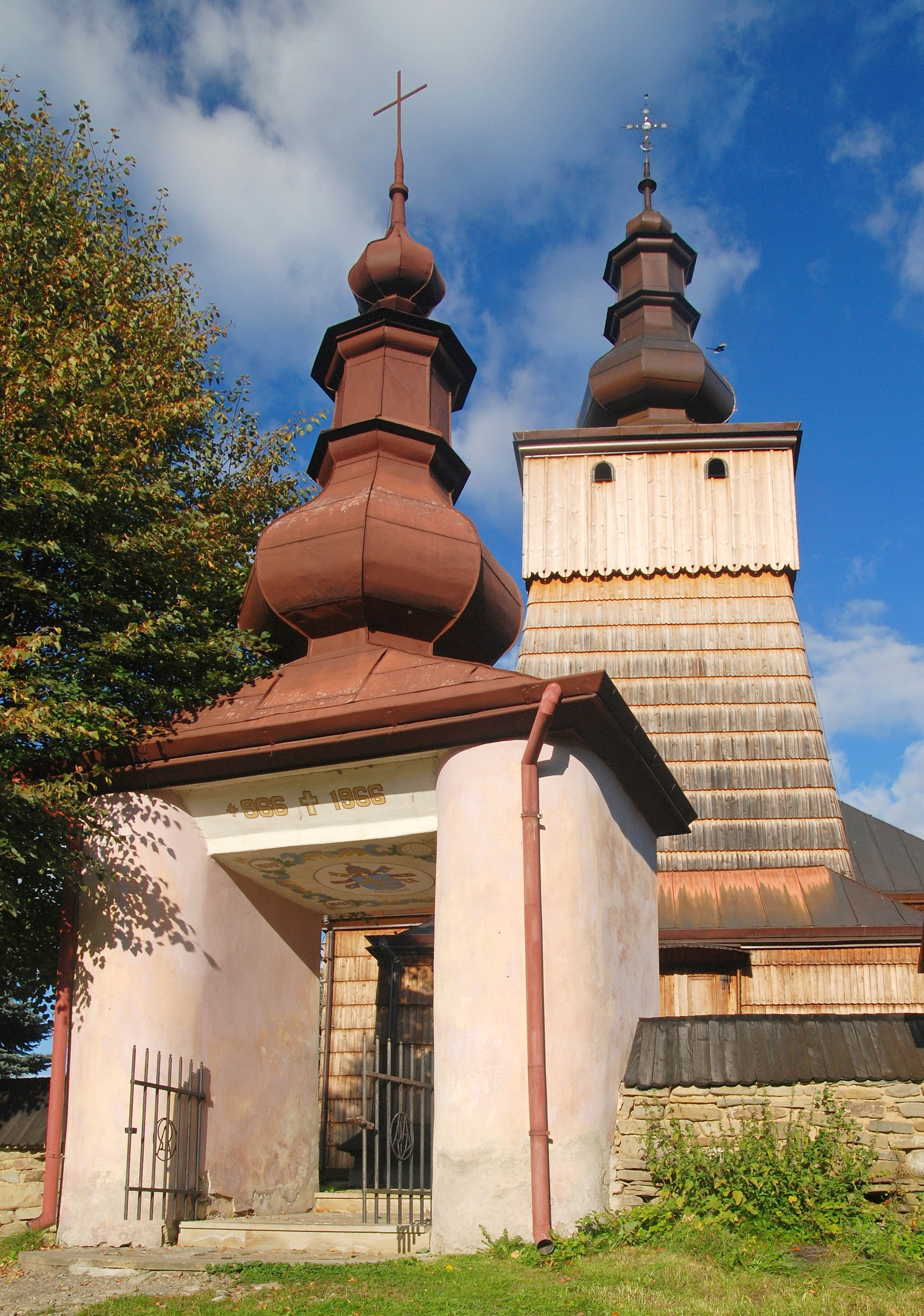
Elewacja frontowa
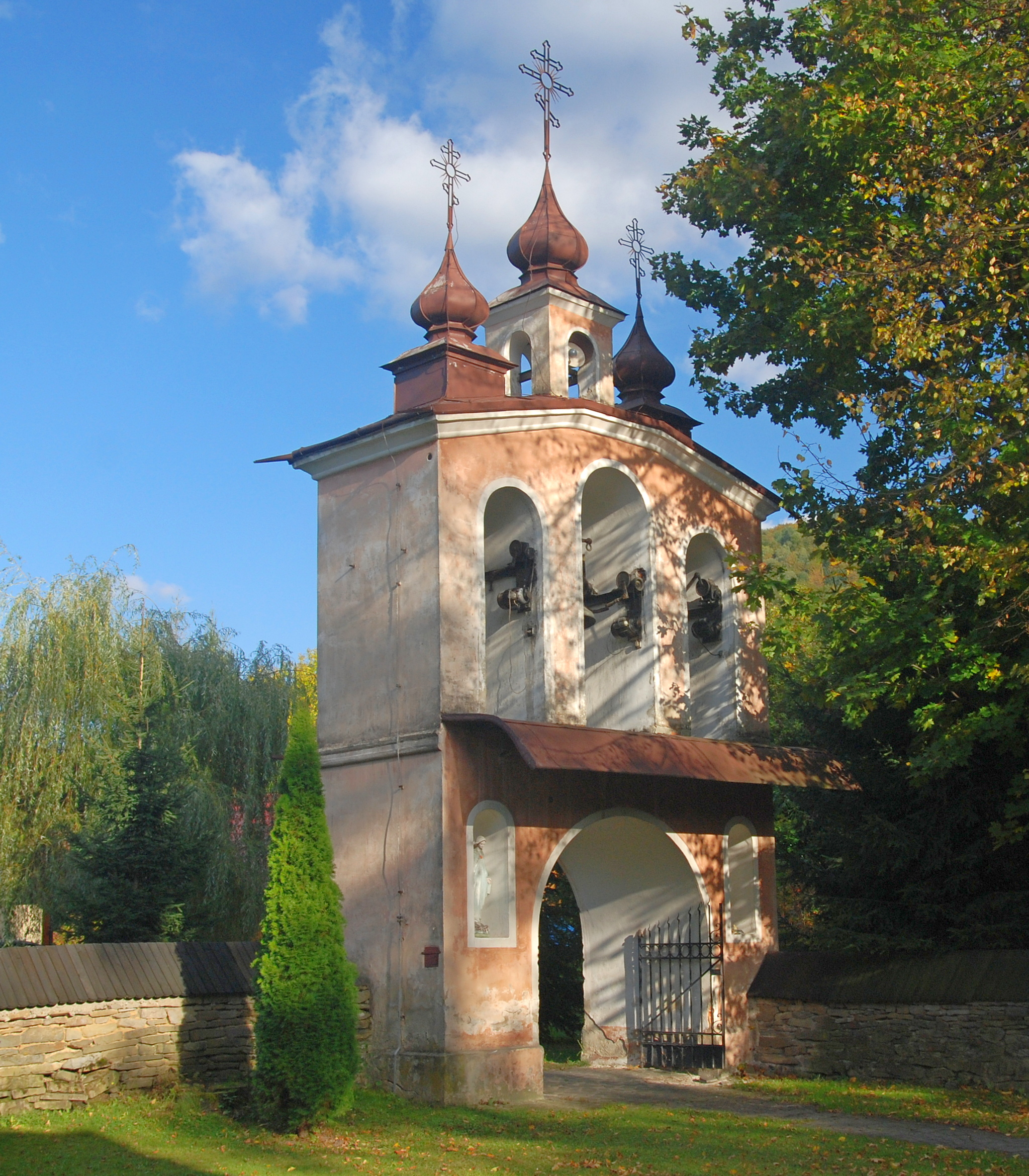
Dzwonnica
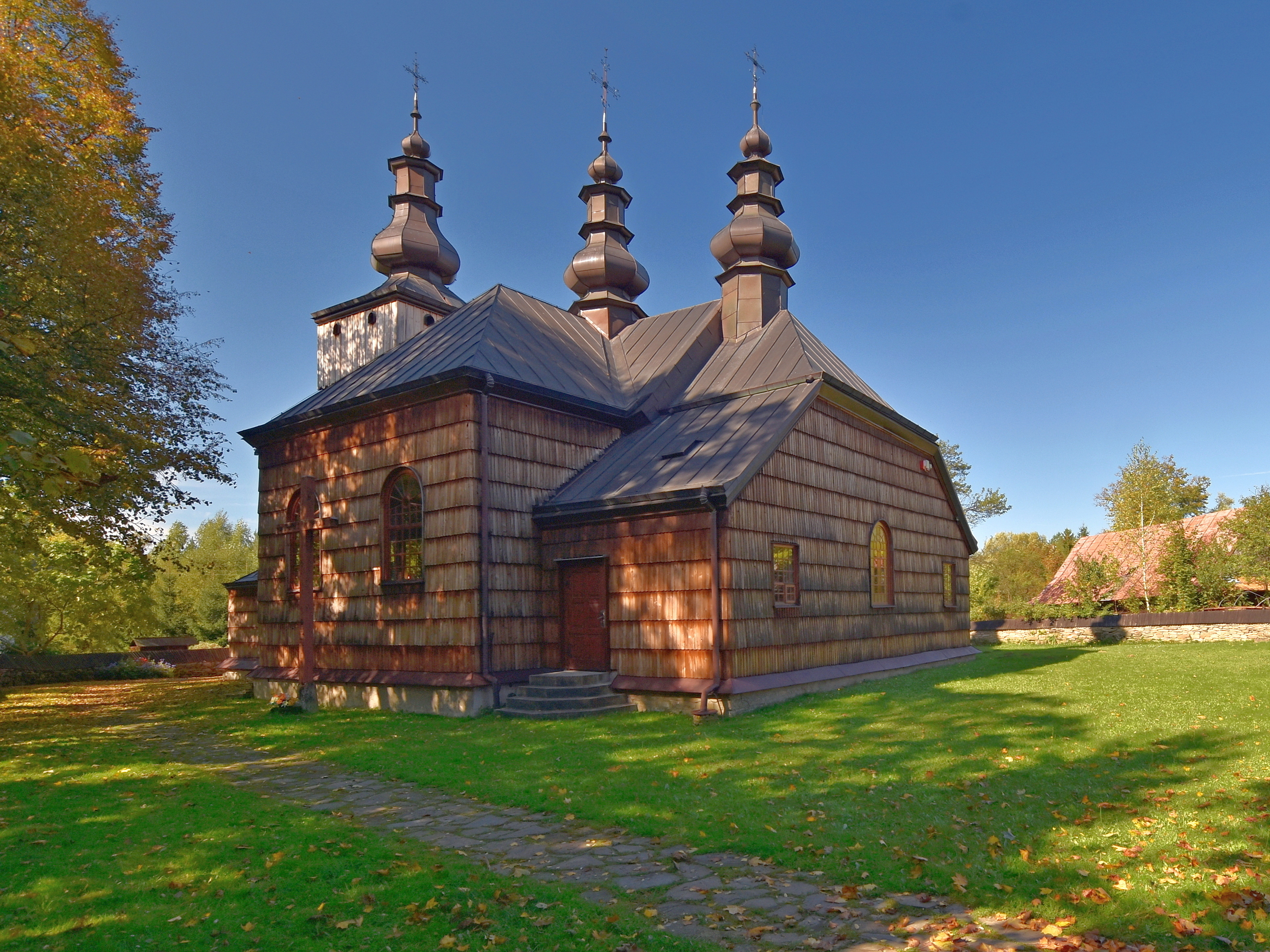
Widok od strony prezbiterium